# Lasioglossum comulum
Lasioglossum comulum là một loài bọ cánh màng Hymenoptera trong họ Halictidae. Loài này được Michener mô tả khoa học năm 1951.